# オスカーパフォーマンス
オスカーパフォーマンス (Oscar Performance) はアメリカ合衆国の競走馬、種牡馬である。主な勝ち鞍は2016年のブリーダーズカップ・ジュヴェナイルターフ(GI)、2017年のベルモントダービー招待ステークス(G1)、セクレタリアトステークス(G1)、2018年のウッドバインマイル(GI)。

## 戦績
2014年4月6日に誕生。オーナーブリーダーであるアマーマン夫人所有の競走馬となる。
2016年7月にデビューし、2戦目に初勝利を挙げると、そこから3連勝でブリーダーズカップ・ジュヴェナイルターフを制覇する。
3歳となった2017年は春先こそ結果が出なかったが、夏場にベルモントダービー招待ステークス、セクレタリアトステークスと中距離のG1を連勝。秋は距離を12ハロンに伸ばしたが、ジョーハーシュ・ターフクラシックステークス3着、ブリーダーズカップ・ターフ9着と勝ち負けには加われなかった。
2018年のポーカーステークスではイルーシヴクオリティが保持していたベルモントパーク競馬場芝8ハロンのトラックレコードを20年ぶりに塗り替える1分31秒23の勝ち時計を記録した。同年7月5日に、年内引退と翌年からの種牡馬入りが発表された。
種牡馬入り決定後初のレースとなるアーリントンミリオンでは走りに違和感を覚えた鞍上のホセ・オルティスがレース中盤で競走を中止するアクシデントに見舞われる。ただし、獣医師による診断の結果、馬体に異常は見つからなかった。ケンタッキー州のルード＆リドル馬診療所（Rood＆Riddle Equine Hospital）で行われた精密検査でも異常が見られなかったため、翌月のカナダ・ウッドバインマイルに出走。自身4度目となるG1制覇で復活を告げた。
ラストランとなるブリーダーズカップ・マイルには1番人気で出走したが、スタートで出遅れるとその後もいいところがなく最下位の14着に敗れた。
米国調教馬としては珍しく、キャリアの全てにおいてラシックスを使用しなかった。

### 競走成績
以下の内容は、Equibaseの情報に基づく。
| 出走日     | 競馬場             | 競走名                                     | 格 | 距離   | 着順 | 騎手         | 着差      | 1着（2着）馬          |
| ---------- | ------------------ | ------------------------------------------ | -- | ------ | ---- | ------------ | --------- | --------------------- |
| 2016.07.23 | サラトガ           | 未勝利                                     |    | 芝8.5f | 6着  | J.ロサリオ   | 5馬身     | Conquest Sure Shot    |
| 0000.08.20 | サラトガ           | 未勝利                                     |    | 芝8.5f | 1着  | J.オルティス | 10馬身1/4 | （One of a Kind）     |
| 0000.10.01 | ベルモントパーク   | ピルグリムステークス                       | G3 | 芝8.5f | 1着  | J.オルティス | 6馬身     | （J. S. Choice）      |
| 0000.11.04 | サンタアニタ       | BCジュヴェナイルターフ                     | G1 | 芝8f   | 1着  | J.オルティス | 1馬身1/4  | （Lancaster Bomber）  |
| 2017.02.18 | キーンランド       | トランシルヴァニアステークス               | G3 | 芝8.5f | 5着  | J.オルティス | 3馬身     | Big Score             |
| 0000.05.06 | チャーチルダウンズ | アメリカンターフステークス                 | G2 | 芝8.5f | 10着 | J.オルティス | 15馬身    | Aklow                 |
| 0000.06.03 | ベルモントパーク   | ペニーリッジステークス                     | G3 | 芝9f   | 1着  | J.オルティス | 1馬身1/2  | （Good Samaritan）    |
| 0000.07.08 | ベルモントパーク   | ベルモントダービー招待ステークス           | G1 | 芝10f  | 1着  | J.オルティス | 2馬身     | （Called To The Bar） |
| 0000.08.12 | アーリントンパーク | セクレタリアトステークス                   | G1 | 芝10f  | 1着  | J.オルティス | 2馬身1/4  | （Taj Mahal）         |
| 0000.09.30 | ベルモントパーク   | ジョーハーシュ・ターフクラシックステークス | G1 | 芝12f  | 3着  | J.オルティス | 5馬身     | Beach Patrol          |
| 0000.11.04 | デルマー           | BCターフ                                   | G1 | 芝12f  | 9着  | J.オルティス | 6馬身3/4  | Talismanic            |
| 2018.06.17 | ベルモントパーク   | ポーカーステークス                         | G3 | 芝8f   | 1着  | J.オルティス | 1馬身1/2  | （Made You Look）     |
| 0000.08.11 | アーリントンパーク | アーリントンミリオン                       | G1 | 芝10f  | 中止 | J.オルティス |           | Robert Bruce          |
| 0000.09.15 | ウッドバイン       | ウッドバインマイル                         | G1 | 芝8f   | 1着  | J.オルティス | 1馬身1/2  | （Mr Havercamp）      |
| 0000.11.03 | チャーチルダウンズ | BCマイル                                   | G1 | 芝8f   | 14着 | J.オルティス | 9馬身3/4  | Expert Eye            |

## 種牡馬時代
2019年からミルリッジファーム（Mill Ridge Farm）で種牡馬入りした。初年度の種付け料は2万ドルに設定された。
日本では2022年7月24日福島3Rでマイネルビジョンが勝利して、産駒の国内初勝利を挙げた。

### 主な産駒
- 2021年産
  - トリカリ（Trikari） - ベルモントダービーインビテーショナルステークス
- 2022年産
  - ワールドビーター（World Beater） - サラトガダービー

## 血統表
| オスカーパフォーマンスの血統 | オスカーパフォーマンスの血統                         | オスカーパフォーマンスの血統                         | （血統表の出典）                                     | （血統表の出典） |
| 父系                         | サドラーズウェルズ系                                 | サドラーズウェルズ系                                 | サドラーズウェルズ系                                 | [ § 2 ]          |
| 父 Kitten's Joy 2001 栗毛    | 父の父El Prado 1989 芦毛                             | Sadler's Wells                                       | Northern Dancer                                      | Northern Dancer  |
| 父 Kitten's Joy 2001 栗毛    | 父の父El Prado 1989 芦毛                             | Sadler's Wells                                       | Fairy Bridge                                         |                  |
| 父 Kitten's Joy 2001 栗毛    | 父の父El Prado 1989 芦毛                             | Lady Capulet                                         | Sir Ivor                                             | Sir Ivor         |
| 父 Kitten's Joy 2001 栗毛    | 父の父El Prado 1989 芦毛                             | Lady Capulet                                         | Cap and Bells                                        |                  |
| 父 Kitten's Joy 2001 栗毛    | 父の母Kitten's First 1991 鹿毛                       | Lear Fan                                             | Roberto                                              | Roberto          |
| 父 Kitten's Joy 2001 栗毛    | 父の母Kitten's First 1991 鹿毛                       | Lear Fan                                             | Wac                                                  |                  |
| 父 Kitten's Joy 2001 栗毛    | 父の母Kitten's First 1991 鹿毛                       | That's My Hon                                        | L'Enjoleur                                           | L'Enjoleur       |
| 父 Kitten's Joy 2001 栗毛    | 父の母Kitten's First 1991 鹿毛                       | That's My Hon                                        | One Lane                                             |                  |
| 母 Devine Actress 2005 鹿毛  | 母の父Theatrical 1982 黒鹿毛                         | Nureyev                                              | Northern Dancer                                      | Northern Dancer  |
| 母 Devine Actress 2005 鹿毛  | 母の父Theatrical 1982 黒鹿毛                         | Nureyev                                              | Special                                              |                  |
| 母 Devine Actress 2005 鹿毛  | 母の父Theatrical 1982 黒鹿毛                         | Tree of Knowledge                                    | Sassafras                                            | Sassafras        |
| 母 Devine Actress 2005 鹿毛  | 母の父Theatrical 1982 黒鹿毛                         | Tree of Knowledge                                    | Sensibility                                          |                  |
| 母 Devine Actress 2005 鹿毛  | 母の母Devine Beauty 1996 黒鹿毛                      | Mr. Prospector                                       | Raise a Native                                       | Raise a Native   |
| 母 Devine Actress 2005 鹿毛  | 母の母Devine Beauty 1996 黒鹿毛                      | Mr. Prospector                                       | Gold Digger                                          |                  |
| 母 Devine Actress 2005 鹿毛  | 母の母Devine Beauty 1996 黒鹿毛                      | Magical Holiday                                      | Slew o' Gold                                         | Slew o' Gold     |
| 母 Devine Actress 2005 鹿毛  | 母の母Devine Beauty 1996 黒鹿毛                      | Magical Holiday                                      | American Drama                                       |                  |
| 5代内の近親交配              | Northern Dancer 4×4、Special 5×4、Hail to Reason 5×5 | Northern Dancer 4×4、Special 5×4、Hail to Reason 5×5 | Northern Dancer 4×4、Special 5×4、Hail to Reason 5×5 | [ § 3 ]          |
| 出典                         | 1. 2. 3.                                             | 1. 2. 3.                                             | 1. 2. 3.                                             | 1. 2. 3.         |

- 1歳上の全兄オスカーノミネイテッド（Oscar Nominated）も米国でG3を2勝し、加G1カナディアンインターナショナルステークスで2着の実績がある[10]。